# Clément Loret
Pour les articles homonymes, voir Loret.
Clément Loret, né à Termonde (Dendermonde) en Belgique le 10 octobre 1833, mort à Bois-Colombes, le 14 février 1909, est un organiste, professeur, et compositeur d’origine belge, naturalisé français.

## Biographie
Son père, Joseph-Jean Loret, professeur de musique, l’initia très jeune à la musique et à l’orgue. Il commença à jouer à l’église à 7 ans, et dès l'année suivante remplaça occasionnellement son père à la console. En 1846, son père fut nommé organiste à Mons, et le jeune Clément continua ses études musicales avec Jules Denefve (1814 – 1877).
Admis au Conservatoire de Bruxelles en 1851, il fut élève de Lemmens pour l’orgue et Fétis pour le contrepoint. Il obtint un Premier Prix d’orgue en 1853.
En 1855, Loret vint à Paris. Lemmens lui avait écrit une lettre d’introduction auprès d’Aristide Cavaillé-Coll qui fut si peu impressionné par le jeune homme qu’il n’osa le présenter à ses connaissances. Cependant, il se lia avec Victor Mustel, facteur d’harmoniums, qui le décida à rester. Il occupa dès lors des postes d’organiste à Suresnes et à Notre-Dame-des-Victoires. Ensuite, il fut nommé titulaire du nouvel orgue Cavaillé-Coll de la Basilique nationale dédiée à sainte Geneviève (aujourd’hui Panthéon de Paris) sous le Second Empire, de 1855 à 1885 ; et occupa la tribune de Saint-Louis-d'Antin, où Niedermeyer était maître de chapelle, de 1858 à 1866.
Il a participé à l'inauguration de nombreux orgues parisiens, notamment Notre-Dame, 1868.
Nommé professeur d’orgue à l’école Niedermeyer en 1858, il a formé la plupart des organistes français de l’époque dont Fauré, Letocart et Gigout. Son frère Joseph, décédé jeune, était facteur de pianos. Sa femme, Philippine Colonius, était une musicienne de talent. 
Leur fils, Victor Loret (1er septembre 1859 – 3 février 1946) fut musicien, musicologue et un égyptologue français très réputé. Ami de Saint-Saëns, il s’intéressa à la musique et aux instruments de l’époque pharaonique. Ethnomusicologue, il transcrivit mélodies et danses traditionnelles du Sud de la Vallée.

## Œuvres
Plusieurs de ses œuvres ont été publiées à Paris chez Loret Fils & H. Freytag, sa maison d'édition.

### Orgue
- 50 Pièces d’orgue pour messes et vêpres, Régnier-Canaux, Paris
- 24 Morceaux pour orgue sans pédale, Régnier-Canaux, Paris
- Le Service divin, 6 Entrées, 6 Offertoires, 6 Élévations, 6 Communions, 6 Sorties, morceaux faciles, Heugel, Paris (1899)
- Première Sonate en si bémol mineur pour orgue, Op. 25 (1889)
- Offertoire pour Pâques sur «O Filii et filiœ»
- Postlude «Alleluia!» en mi bémol majeur pour orgue
- Fantaisie pastorale
- 8 Morceaux d'orgue expressif : 1. Rêverie (Mazurka) - 2. Absence - 3. Pastorale - 4. Mélancolie - 5. Prise de voile - 6. Boléro - 7. Rêverie - 8. Romance sans paroles (Les Concerts de famille)
- Bénédiction nuptiale en la majeur.
- Pièce à double expression en forme de canon
- Variations sur des noëls pour orgue (1890)

- 6 Concertos pour orgue et orchestre de G. F. Hændel, (Op. 4) arrangés pour orgue seul, avec points d’orgue (cadences)
- 6 Concertos pour orgue et orchestre de G. F. Hændel, (Op. 7) arrangés pour orgue seul, avec points d’orgue (cadences)

- Cours d’orgue Op. 19 : I. Orgue sans pédale, II. Orgue avec pédale, III. Les combinaisons sur les orgues modernes et l’improvisation, IV. Le plain-chant et son accompagnement. (1858-80)
- Exercices d’orgue, 3 livraisons, in La Maîtrise, Paris, 1859
- 24 Études pour orgue, 12 sans pédale, 12 avec pédale, Heugel, Paris
- Pièces de genre : Sur les ondes – La Flûte enchantée (Mozart) – Enivrement – Cantilène – Souvenir – Les pifferari – Alceste (Gluck)

#### Douze Pièces pour Orgue (1898)
- 1. Allegro maestoso en sol mineur
- 2. Prière en mi bémol majeur
- 3. Chacone en si bémol majeur
- 4. Offertoire en ré majeur
- 5. Prélude et fugue en si bémol majeur
- 6. Pièce légère en sol majeur
- 7. Grand-Chœur en si bémol majeur
- 8. Élévation en mi bémol majeur
- 9. Scherzo en si mineur
- 10. Communion en la majeur
- 11. Cantilène en fa majeur
- 12. Final en ré mineur

#### Six Pièces pour Orgue (v. 1900)
- Marche nuptiale en si bémol majeur, op. 40
- Cantabile en si mineur, op. 41
- Prière en ré bémol majeur, op. 42
- Andante religioso en sol majeur, op. 43
- Canzone en si mineur, op. 44
- Scherzo-Fanfare en sol majeur, op. 45

### Autres
- 12 Morceaux pour harmonium
- 12 Morceaux pour harmonium et piano
- Deuxième nocturne, pour piano et orgue
- Boléro, pour piano et orgue

- Symphonie en Ré pour grand orchestre (inédit)
- Le Calvaire, oratorio (inédit)
- Concerto pour piano et orchestre (inédit)

### Mélodies
Glisse ô ma barque (barcarolle) - Les deux captifs - Dis-moi je t’aime - Dormez (sérénade) - L’enfant de la négresse - La fleur - L’oreiller d’un enfant - Rêver, prier, aimer - L’été - Oui, c’est toi que j’aime (chez l’auteur à Paris)

### Piano
- Études
- 12 Morceaux pour piano : 1. Marche nuptiale - 2. Menuet - 3. Romance sans Paroles - 4. Rosée de Printemps (mazurka) - 5. Scherzo - 6. Rêverie-Nocturne - 7. Rondo - 8. Pluie dans le Lac - 9. Andantino - 10. Dors mon Enfant - 11. Caprice-Mazurka - 12. Valse tyrolienne, chez l’auteur à Paris, s.d.
- Préludes et fugues
- Romances sans paroles

### Enregistrement
Un choix d'œuvre pour orgue de Clément Loret a été enregistré sur les orgues Cavaillé-Coll de Pezenas et de Carcassonne par Jean-Luc Salique (2 CD Coriolan, 1998).

## Sources
- F.-J. Fétis, Biographie universelle des musiciens, Supplément et complément, t. 2, Paris, Librairie de Firmin Didot, 1880.
- Jean-Claude GOYON, Victor Loret, Dictionnaire critique des historiens de l’art, INHA (Institut National de l’Histoire de l’Art), en ligne, http://www.inha.fr/spip.php?article2422, accédé le 3 novembre 2009.
- Orpha Ochse, Organists and Organ Playing in Nineteenth-Century France and Belgium, Bloomington, Indiana University Press, 1994.